# فيضة وثيلان

## فيضة وثيلانː
فيضة وثيلان وتسمى أيضا روضة وثيلان تغطي منطقة منخفضة وشبه مستوية تقع إلى الغرب من رمال الدهناء، وتقدر مساحتها بحوالي 42 هكتار (420000 مترا مربعا)، وتقع في محافظة رماح بوسط المملكة العربية السعودية، ضمن محمية الإمام عبد العزيز بن محمد الملكية، وتكون نقطة الوسط فيها تقريبا عند خط طول 47.407609 درجة شرقا ودائرة عرض 25.285186 درجة شمالا. وتصب مياه السيول في فيضة وثيلان من وادي وثيلان، ومن عدد من مجاري المياه الصغيرة التي تصب فيها من اتجاهات الشمال والغرب والجنوب، ويضاف إلى ذلك بعض المياه القادمة من روضة خريم عندما يرتفع مستوى الماء فيها، خاصة من وادي الخويش. ويشير تحليل التربة والقياسات والمشاهدات للفريق العلمي من المركز الوطني لتنمية الغطاء النباتي ومكافحة التصحر أثناء زيارته في الفترة من 12-16 فبراير 2023م إلى أن فيضة وثيلان تتكون من تربة طينية رملية منفذة للماء، حيث يمثل الطين 70% والرمل 30% مما جعلها تتميز بتغطية نباتية جيدة (67%) تتكون من الأشجار والشجيرات والأعشاب. والتنوع النباتي فيها جيد معظمه من الأعشاب الموسمية مثل الخبيز النفل مع وجود نباتات معمرة مثل السدر والعوسج والعشر. وتبعد فيضة وثيلان عن مدينة الرياض حوالي 130كم، وتعد أحد المنتزهات الطبيعية التي تزورها العائلات والأفراد، خاصة عند نمو النباتات الحولية فيها بكثافة بعد سقوط الأمطار الغزيرة.